# ヴェルバーノ・クジオ・オッソラ県

ヴェルバーノ・クジオ・オッソラ県
Provincia del Verbano Cusio Ossola

ヴェルバーノ・クジオ・オッソラ県（ヴェルバーノ・クジオ・オッソラけん、イタリア語: Provincia del Verbano Cusio Ossola [verˈbaːno ˈkuːzjo ˈɔssola]）は、イタリア共和国ピエモンテ州に属する県の一つ。県都はヴェルバーニア。

## 名称
県名は、県域に含まれる3つの地域の名を並べたもので、"Verbano-Cusio-Ossola" というように、ハイフンでつなげて表記することもある。ヴェルバーノ（Verbano）は、マッジョーレ湖の別名であり、クジオ（Cusio）は、オルタ湖の雅称である。オッソラ（Ossola）は、二つの湖の北方にあたる山岳地域を指す。

## 地理

### 位置・広がり

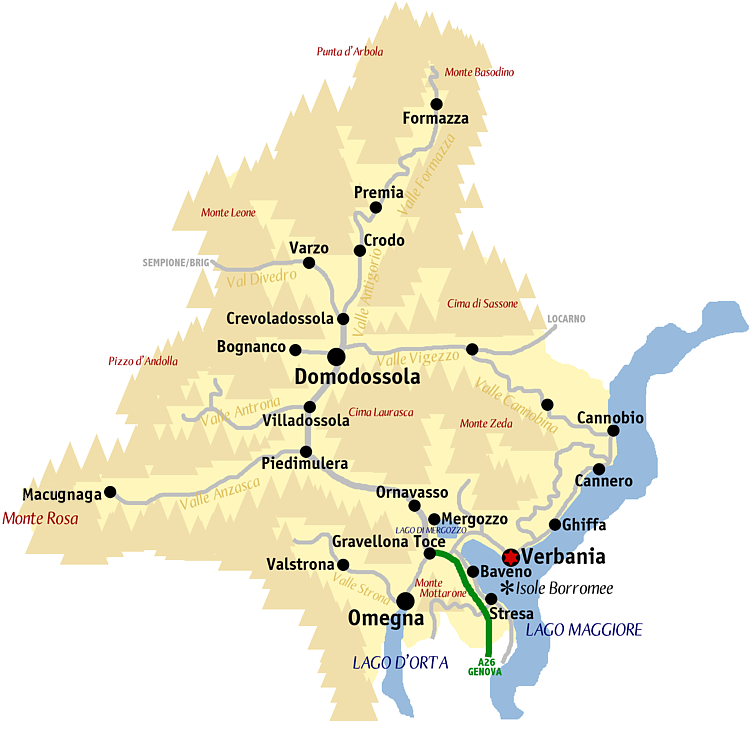
ヴェルバーノ・クジオ・オッソラ県概略図

ピエモンテ州北部に位置する県で、アルプス山脈の南麓にあたり、北にスイスと国境を接する。県域南東部、マッジョーレ湖のほとりに位置する県都ヴェルバーニアは、ルガーノの西南西約32km、ロカルノの南西約32km、ノヴァーラの北約54km、ミラノの北西約71km、州都トリノの北東約118kmの距離にある。
北のスイスに突き刺さるような三角形の県域を持ち、北東側の国境線ではティチーノ州、北西側の国境線ではヴァレー州と接する。また、南東部に広がるマッジョーレ湖の対岸はロンバルディア州である。
隣接する県、およびそれに相当する行政区画は以下の通り。
- ゴムス郡（英語版）（スイス、ヴァレー州） - 北
- ロカルノ郡（英語版）（スイス、ティチーノ州） - 北東
- ヴァレーゼ県（ロンバルディア州） - 南東
- ノヴァーラ県 - 南
- ヴェルチェッリ県 - 南西
- フィスプ郡（英語版）（スイス、ヴァレー州） - 西
- ブリーク郡（英語版）（スイス、ヴァレー州） - 西
- 東ラロン郡（英語版）（スイス、ヴァレー州） - 北西

### 地勢

#### 水系と谷筋
- マッジョーレ湖
- オルタ湖（英語版）

#### 峠
県北部のヴァルツォから、スイスのシンプロンに、シンプロン峠が越える。シンプロン峠越えのルートの名は、1982年まで世界最長の鉄道トンネルであったシンプロントンネルに名を残している。

### 主要な都市・集落
2001年の国勢調査に基づく居住地区（Località abitata）別人口統計によれば、人口5000人以上の都市・集落は以下の通り。（　）内は所属コムーネ（自治体）名を示すが、都市名と同一の場合は省いた。 
- PALLANZA-INTRA （ヴェルバーニア） - 28,700人
- ドモドッソラ - 18,044人
- オメーニャ - 14,615人
- グラヴェッローナ・トーチェ - 7,026人
- ヴィッラドッソラ - 6,748人

県域は、県名に併記された3つの地域に大別される。県の東南部に広がるマッジョーレ湖（ヴェルバーノ湖）沿岸には、県都ヴェルバーニアが位置する。県民の多くはマッジョーレ湖周辺に暮らしている。県の南部にあるオルタ湖（クジオ湖）沿岸地域では、オメーニャが主要都市である。
オッソラ（Ossola） あるいは ヴァルドッソラ（Val d'Ossola）は、二つの湖の北方にあたる山岳地域を指し、中心都市はドモドッソラである。マッジョーレ湖に注ぐトーチェ川 (Toce) が生みなした谷筋であり、その支流はいくつもの小さな谷筋を発達させている。
2006年に太陽光を導く巨大な鏡を設置して話題になったヴィガネッラ村はこの県に属する。
- マッジョーレ湖畔のヴェルバーニア
- オルタ湖畔のオメーニャ
- ドモドッソラ市街

## 歴史
- 1992年、ノヴァーラ県から分離。

## 行政区画

### コムーネ
2019年1月1日時点で、74のコムーネが属している。
21世紀に入って以降、以下のコムーネ統廃合 (it:Fusione di comuni italiani) が行われている。
2016年
- ボルゴメッツァヴァッレ（セッピアーナ、ヴィガネッラが合併）

2019年
- ヴァッレ・カンノビーナ (カヴァーリオ＝スポッチャ、クルソロ＝オラッソ、ファルメンタが合併)

## 文化・観光
世界遺産「ピエモンテ州とロンバルディア州のサクリ・モンティ」に含まれる9つのサクロ・モンテ（巡礼施設）のうち、以下の施設が県内にある。
- ギッファのサクロモンテ (Sacro Monte di Ghiffa)
- ドモドッソラのサクロモンテ (Sacred Mount Calvary of Domodossola)

アーネスト・ヘミングウェイの小説『武器よさらば』（1929年）の舞台となったのはこの地域である。第一次世界大戦中、マッジョーレ湖畔のストレーザで恋人と再会した主人公は、湖を渡ってスイスへの逃避をはかる。

## 交通

### 道路
欧州自動車道路
- E62号線 (European route E62)

高速道路
- アウトストラーダ A26

国道
- SS33 (it:Strada statale 33 del Sempione)
- SS34 (it:Strada statale 34 del Lago Maggiore)
- SS337 (it:Strada statale 337 della Val Vigezzo)
- SS659 (it:Strada statale 659 di Valle Antigorio e Val Formazza)

### 鉄道

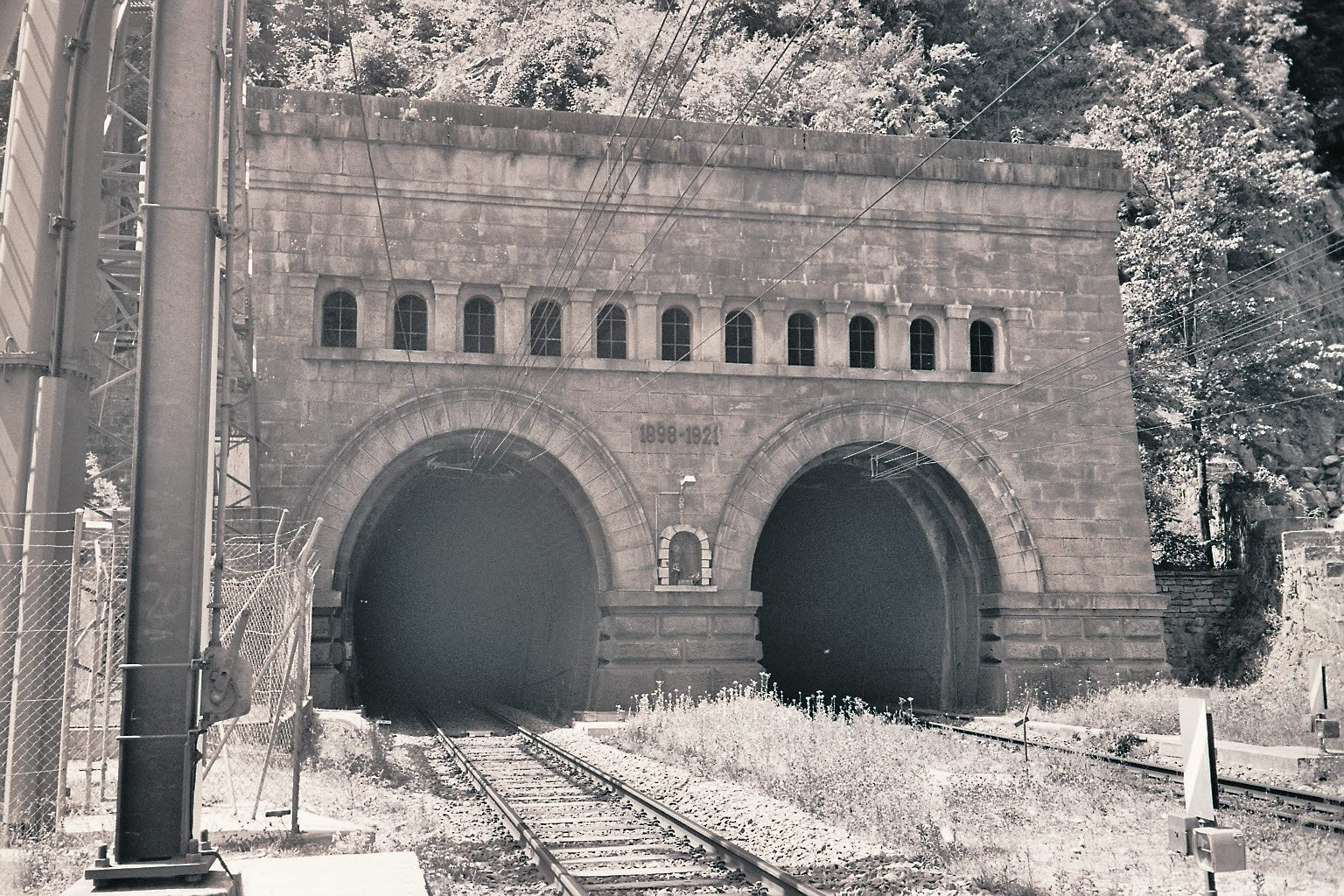
シンプロントンネル

スイスとの国境越えの鉄道が走っている。ドモドッソラとスイスのブリークとを結ぶシンプロントンネルは、1906年に開通し、その後70年以上にわたって世界最長のトンネルであった。
- ブリガ＝ドモドッソラ線 (it:Ferrovia Briga-Domodossola)
- ドモドッソラ＝ミラノ線 (it:Ferrovia Domodossola-Milano)
- ドモドッソラ＝ロカルノ線 (it:Ferrovia Domodossola-Locarno)
- ノヴァラ＝ゴッツァーノ＝ドモドッソラ線 (it:Ferrovia Novara-Gozzano-Domodossola)